# Jean-Paul Kalala
Jean-Paul Kamudimba Kalala (Lubumbashi, 28 settembre 1982) è un ex calciatore della Repubblica Democratica del Congo, di ruolo centrocampista.

## Carriera

### Club
Comincia a giocare in Francia, nella seconda squadra del Nizza. Dopo sei stagioni (di cui una giocata sia con la prima che con la seconda squadra), nel 2005 si trasferisce in Inghilterra, al Grimsby Town. Nel 2006 passa al Yeovil Town. Nel 2007 viene acquistato dall'Oldham Athletic. Nell'estate 2008 viene ceduto in prestito al Grimsby Town. Rientra dal prestito nel marzo 2009. Nell'estate 2009 si trasferisce al Yeovil Town. Nel gennaio 2011 passa al Bristol Rovers. Nell'estate 2011 viene acquistato dal Southend United.

### Nazionale
Ha debuttato in Nazionale nel 2002. Ha partecipato, con la Nazionale, alla Coppa d'Africa 2004 e alla Coppa d'Africa 2006. Ha collezionato in totale, con la maglia della Nazionale, 7 presenze.